# Готхард V фон Драхенфелс
Готхард V фон Драхенфелс (на немски: Gotthard V (Gottfried, Godart) von Drachenfels; * 6 февруари 1464; † 1508) е наследствен бургграф на замък Драхенфелс на Среден Рейн близо до Бон в планината Зибенгебирге и господар на Драхенфелс и Фроненбрух.
Той е син на Хайнрих фон Драхенфелс († 6 април 1472), магистрат в Льовенберг, и съпругата му Алверадис фон Палант († 1507), дъщеря на Йохан I фон Палант 'Млади' († 1476) и Фулзгин/Фулкона фон Свалмен († 1470), наследничка на Ст. Лауренсберг. Внук е на бургграф Йохан фон Драхенфелс, магистрат на Льовенберг († 1454/1455) и съпругата му Маргарета фон Вефелингхофен († сл. 1445). Племенник е на бургграф Годехарт II фон Драхенфелс († 1457), господар на Олбрюк.
Майка му Алверадис фон Палант се омъжва втори път на 4 април 1478 г. за Винценц фон Шваненберг, бургграф на Лимбург, маршал и байлиф на Ерпрат.
Брат е на Хайнрих III, бургграф на Драхенфелс, губернатор на Волкенбург, Йохан, губернатор на Нидеген, Вилхелм, Вернер, Антон и на Катарина. Полубрат е на Катарина фон Шваненберг († 1507), омъжена пр. 30 юни 1501 г. за фрайхер Вилхелм II фон Рененберг († 1546).

## Фамилия
Готхард V фон Драхенфелс се сгодява на 10/11 ноември 1489 г. и се жени на 18 ноември 1489 г. за Елизабет ван Монтфоорт († 1539), дъщеря на Йохан ван Монтфоорт († 1489) и Елизабет ван Гоор († сл. 1489). Те имат две дъщери:
- Алверадис, омъжена за Вилхелм фон Харф, господар на Алсдорф
- Агнес фон Драхенфелс († 5 юни 1557), омъжена 1516 г. за Дитрих I фон Мирлаер, господар на Милендонк, Шонау и Майдерих († 15 март 1549); техният син
  - Дитрих II фон Мирлаер († 1575), наследява Драхенфелс; има две дъщери

Вдовицата му Елизабет ван Монтфоорт се омъжва втори път 1508 г. за Вилхелм де Флодроп, наследствен фогт на Роермонд († 7 февруари 1529).